# Гартов
Гартов (нем. Gartow) — община в Германии, в земле Нижняя Саксония.
Входит в состав района Люхов-Данненберг. Подчиняется управлению Гартов. Население составляет 1349 человек (на 31 декабря 2010 года). Занимает площадь 28,28 км².
Коммуна подразделяется на 3 сельских округа.